# Pajusaari (ö i Norra Karelen, Joensuu, lat 62,70, long 29,16)
Pajusaari är en ö i Finland. Den ligger i sjön Viinijärvi och i kommunerna Libelits och Outokumpu och landskapet Norra Karelen, i den sydöstra delen av landet, 400 km nordost om huvudstaden Helsingfors. Öns area är 0,7 hektar och dess största längd är 110 meter i sydväst-nordöstlig riktning. Gränsen mellan Libelits och Outokumpu böjer av nära öns nordspets.